# Awala-Yalimapo
Awala-Yalimapo é uma comuna francesa do departamento de ultramar da Guiana Francesa. Sua população em 2007 era de 1 251 habitantes.

## Ligações Externas
- Site do Conselho geral da Guiana
- Site Oficial
- Reserva natural de Amana